# Contralto cómica
Contralto cómica es el nombre que se da a una contralto cuando interpreta un papel cómico. Es una voz de contralto con capacidad para cantar ornamentos, por lo que, si cabe, es aún más difícil de encontrar que la contralto dramática.
Algunas contraltos líricas son:
- Kathleen Ferrier.

Ejemplos de contralto cómica:
- Geneviéve de Peleas y Melisande de Claude Debussy.
- Marcelina de Las bodas de Fígaro de Wolfgang Amadeus Mozart.
- Una mujer enferma de Moises y Aarón de Arnold Schoenberg.

- Datos: Q5785182